# Piotr Moss
Piotr Moss (* 13. Mai 1949 in Bydgoszcz, Polen)
ist ein polnischer Komponist zeitgenössischer klassischer Musik. Seit 1981 lebt er in Paris, seit 1984 ist er französischer Staatsangehöriger.
Moss studierte in Polen bei Piotr Perkowski, Grażyna Bacewicz, Krzysztof Penderecki sowie Ende der 1970er Jahre in Paris bei Nadia Boulanger. Seine umfassende Tätigkeit als Tondichter für alle denkbaren Besetzungen zeichnet sich durch eine permanente Suche nach neuen Klängen und stilistischen Assoziationen und generell einen Eklektizismus in der Art des von ihm bewunderten Alfred Schnittkes aus.